# Læspen
Læspen er en dårlig udtale af bogstavet s, så det kommer til at lyde omtrent som det engelske th.
Grunden til den dårlige udtale er, at tungespidsen føres for langt frem, endog ud mellem tænderne.